# Novum (Unternehmen)
Die Novum GmbH war ein Außenhandelsbetrieb der DDR. Im Auftrag der SED organisierte sie Geschäfte zwischen volkseigenen Betrieben und Unternehmen im westlichen Ausland. Rudolfine Steindling übernahm treuhänderisch 1978 die Hälfte und 1983 sämtliche Geschäftsanteile der Novum. Die Gesellschaft wurde nie in einen Organisationseigenen Betrieb der SED überführt, sondern behielt die Rechtsform einer GmbH.

## Geschichte und Wirken
Die am 31. Mai 1951 in Ost-Berlin gegründete Handelsgesellschaft diente zunächst dem Zweck, für die DDR Waren am Wirtschaftsembargo westlicher Staaten vorbei zu besorgen. Später war sie als Teil des Bereichs Kommerzielle Koordinierung für die Beschaffung westlicher Devisen verantwortlich. Hierfür organisierte sie Geschäfte zwischen DDR-Betrieben und Firmen in der Bundesrepublik, Österreich und der Schweiz. In den knapp 40 Jahren ihres Bestehens erwirtschaftete das Unternehmen hohe Provisionsgewinne. Auf einige Konten der Novum hatte nur die DDR Zugriff, ein Großteil der Novum-Erlöse floss in die Staatskasse der DDR oder diente zur Finanzierung von Spionageoperationen des Ministeriums für Staatssicherheit.
Zur Wende verfügte die Novum GmbH über ein Vermögen von rund einer halben Milliarde DM auf Konten in Österreich und der Schweiz.

## Juristische Auseinandersetzungen nach 1990
Nach dem Auffinden von Treuhanderklärungen vom 16. März 1978 sowie aus dem Jahr 1983, die die SED-Firma VOB Zentrag als Novum-Inhaber benannte, übernahm im Januar 1992 die Treuhandanstalt die Verwaltung der Novum GmbH und ließ die Konten der Firma einfrieren.
Hieraufhin verklagte die Geschäftsfrau Rudolfine Steindling die Treuhand-Nachfolgerin Bundesanstalt für vereinigungsbedingte Sonderaufgaben (BvS) vor dem Oberverwaltungsgericht Berlin. Sie gab an, mit dem Erwerb von Novum-Anteilen seit April 1983 Alleingesellschafterin der Novum im Auftrag der Kommunistischen Partei Österreichs (KPÖ) gewesen zu sein und erhielt am 12. Dezember 1996 in erster Instanz Recht.
In zweiter Instanz stellte das Oberverwaltungsgericht Berlin jedoch fest, dass die Novum GmbH nicht – wie von der Klägerin angegeben – im Eigentum der KPÖ stand, sondern auf Grund von Treuhandvereinbarungen zum SED-Vermögen zu zählen ist. So entschied das Gericht, dass die Novum ab 1983 nur zum Schein von Steindling geführt wurde, um SED-Vermögen ins Ausland zu transferieren. Damit fiel das verbliebene Guthaben von 255 Millionen Euro der Bundesanstalt zu. Die Revision war unter anderem deshalb möglich geworden, weil ein Anwalt der Novum Informationen über die Fälschung bzw. Vernichtung von Beweismaterialien geliefert hatte, mit dem Ziel, die ausgelobte Belohnung für das Auffinden von SED-Parteivermögen zu kassieren. Weitere Revisionen wurden nicht zugelassen. Vor Inkrafttreten des Urteils wurden hohe Geldbeträge von Firmenkonten überwiesen, sodass nur ein Teil des Vermögens sichergestellt werden konnte. Man einigte sich in einem Vergleich auf die Zahlung von 106 Millionen Euro sowie den Erlösen aus Rücklagen, sodass die Bundesanstalt insgesamt 120 Millionen Euro erhielt, welche an die neuen Bundesländer ausgezahlt wurden.
Am 27. März 2010 verurteilte das Obergericht des Kantons Zürich die Unicredit Bank Austria zur Zahlung von 230 Millionen Euro an die Bundesanstalt für vereinigungsbedingte Sonderaufgaben. Diese hatte geklagt, da die Bank (damals noch als Länderbank) Steindling Anfang 1992 umgerechnet rund 128 Mio. Euro von den Novum-Konten ausgezahlt hatte, obwohl sich die Gesellschaft zu diesem Zeitpunkt bereits unter Verwaltung der Treuhand befand. Die Richter urteilten, dass die Banker bei der Auszahlung fahrlässig gehandelt hätten und die entsprechende Summe nebst 5 % Zinsen p. a. daher von der Bank zu ersetzen seien. Die dagegen gerichtete Berufung der Bank Austria wurde zurückgewiesen und der Betrag aufgrund der Zinsen auf 245 Millionen Euro erhöht. Die Bank focht das Urteil an, das Urteil wurde von der Berufungsinstanz aufgehoben und das Verfahren an das ursprüngliche Gericht zurückverwiesen. Dieses wies 2013 die Beschwerde zurück und somit wurde das Urteil rechtskräftig. Die Bank Austria musste an die Bundesrepublik Deutschland 128 Mio. Euro, zuzüglich 5 % Zinsen seit 1994, zahlen.
Am 21. August 2014 reichte die Bundesanstalt für vereinigungsbedingte Sonderaufgaben (BvS) als Treuhänderin für das Vermögen der ehemaligen DDR beim Bezirksgericht Zürich Klage gegen die schweizerische Bank Julius Bär & Co. AG auf Schadenersatz für verschwundenes DDR-Staatsvermögen in Höhe von umgerechnet 135 Millionen Euro ein. Diese Summe soll über die Novum GmbH durch Rudolfine Steindling auf Schweizer Konten der „Cantrade Privatbank AG“ transferiert worden sein. Später soll Steindling das Geld abgehoben und in Banksafes gelagert haben, wobei der endgültige Verbleib unbekannt ist. 2019 verurteilte das Schweizer Bundesgericht in Lausanne die Bank Julius Bär als Rechtsnachfolgerin der Cantrade Privatbank dazu, 88 Millionen Euro zuzüglich Zinsen an die Bundesrepublik zu zahlen. Auf den zwischen Steindling und der BvS 2009 geschlossenen Vergleich konnte sich die Bank nicht berufen.